# Brodek u Přerova
Brodek u Přerova (do roku 1949 i německy jen Brodek) je městys ležící v jihovýchodní části Hornomoravského úvalu v nadmořské výšce 205 m n. m. v rovině údolní nivy řeky Moravy v Olomouckém kraji, okrese Přerov. Žije zde přibližně 1 800 obyvatel a jeho katastrální území má rozlohu 895 ha. Sousedními obcemi sídla jsou Rokytnice, Císařov, Kokory, Majetín a Citov.

## Historie

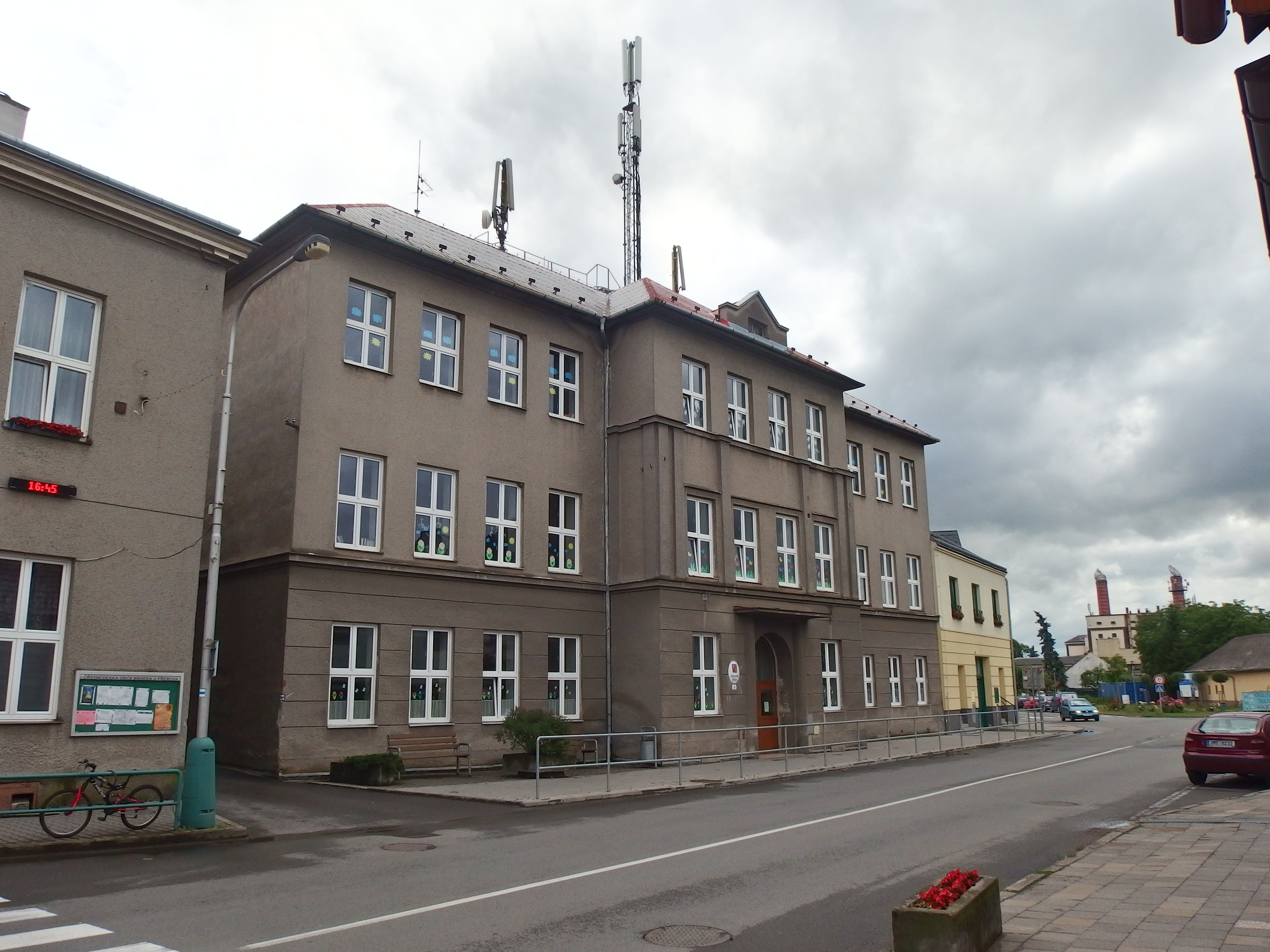
Základní škola

První písemná zmínka o obci je uvedena v Moravských zemských deskách a je datována 20. května 1301. V letech 1301 až 1305 přešla obec do vlastnictví olomouckého kláštera dominikánek a v jejich majetku zůstala do roku 1782. 29. dubna 1909 je Brodek u Přerova povýšen na městečko. Starobylou pečeť obec používá od roku 1626. Významným podnikatelem, který se zasloužil o rozvoj průmyslu, školství a sokolské činnosti v obci, byl Antonín Formandl (1882-1931). V roce 1976 došlo ke sloučení s obcí Luková.
Vybarvením původně černobílé pečeti vznikl obecní znak a také prapor. Stalo se tak k 700. výročí první zmínky. Od 23. ledna 2009 byl Brodku vrácen status městyse.

## Pamětihodnosti
| Kostel v Brodku u Přerova  | Kostel Narození svatého Jana Křtitele z roku 1893.                            |
| Zvonkohra Brodek u Přerova | Zvonkohra s 22 zvony ze zvonařské dílny rodiny Dytrychových je unikátem obce. |

## Sport

#### Účastník Olympijských her z Brodku u Přerova
- Vlastimil Brlica (1928–2019), LOH 1960 (atletika – běh na 3 000 metrů)[8]

## Části obce
- Brodek u Přerova
- Luková

## Doprava
Vesnice leží na hlavní elektrizované železniční trati Česká Třebová – Přerov, na které leží stejnojmenná stanice, a na silnici druhé třídy II/150.

## Osobnosti
- Renáta Doleželová, herečka
- Matouš Béňa, spisovatel
- Tomáš Dytrych, politik
- Josef Dytrych, zvonař
- Marie Tomášková-Dytrychová, zvonařka, sochařka a restaurátorka
- Leticie Vránová-Dytrychová, podnikatelka a zvonařka
- Jaromír Tuček, železniční inženýr, ředitel c. k. státních drah
- Antonín Formandl, podnikatel, celní rada
- František Jindřich Novák, biolog, fyziolog, genetik[9][10]
- František Mikula, neurolog, profesor University Palackého v Olomouci[9][11]
- Antonín Voženílek, český inženýr, ředitel Zbrojovky Brno, podílel se na vývoji osobního automobilu Z 6 (přezdívaný Hurvínek)